# برایتون جیمز
برایتون اریک مک‌کلور (انگلیسی: Bryton Eric McClure؛ زادهٔ ۱۷ اوت ۱۹۸۶) که با نام برایتون جیمز شناخته می‌شود، بازیگر اهل ایالات متحده آمریکا است. وی از سال ۱۹۹۰ میلادی تاکنون مشغول فعالیت بوده است.
از فیلم هایی که او در آن حضور داشته است میتوان به خاطرات خون‌آشام، وینکس کلاب و شورشیان جنگ ستارگان اشاره کرد. 

## زندگینامه
جیمز در لیکوود، کالیفرنیا ، از اریک مک‌کلور و بت مک‌کلور متولد شد و در فولرتون، کالیفرنیا بزرگ شد. برایتون در همان اوایل زندگی، از طریق پدرش که نوازنده، ترانه‌سرا و تهیه‌کننده موسیقی بود، با موسیقی آشنا شد.
جیمز در ۱۶ مارس ۲۰۱۱ با اشلی لیزینگر ازدواج کرد. مراسم توسط کریستین له بلانک، همبازی او در سریال «جوان و بی‌قرار»، اجرا شد. جیمز در ژوئن ۲۰۱۴ جیمز تأیید کرد که او و لیزینگر از هم جدا شده‌اند اما هنوز دوستان نزدیکی هستند. او در ماه مه ۲۰۱۹ با همبازی‌اش بریتنی سارپی وارد رابطه شد.
جیمز با کریستل خلیل همبازی‌اش در سریال «جوان و بی‌قرار» دوست صمیمی است،  او درباره دوستی‌شان می‌گوید: «من و کریستل عملاً با هم بزرگ شده‌ایم و در زندگی بزرگسالی‌مان برخی از چیزهای مشابه را تجربه کرده‌ایم. ما همیشه پشت هم بوده‌ایم. من تک فرزند هستم و کریستل نزدیک‌ترین کسی است که به عنوان خواهر یا برادر دارم.»
جیمز سخنگوی بسیاری از سازمان‌های خیریه است و در سال ۱۹۹۶ سازمان RADDKids (هنرمندان ضبط، بازیگران و ورزشکاران مخالف رانندگی در حالت مستی) را تأسیس کرد.

## حرفه
جیمز از دو سالگی وارد دنیای اجرا و نمایش شد. او در تبلیغات و آگهی‌های مجلات، از جمله در یکی از برنامه‌های مایکل جکسون ظاهر شد. در چهار سالگی، او شروع به بازی در نقش ریچی کرافورد در سریال کمدی خانوادگی «مسائل خانوادگی» کرد، که از سال ۱۹۹۰ تا ۱۹۹۷ در بیش از ۲۰۰ قسمت در آن حضور داشت. او از ژوئن ۲۰۰۴ در مجموعه تلویزیونی «جوان و بی‌قرار» نقش دوون همیلتون را بازی کرده است. و در سال ۲۰۰۷ جایزه امی دی‌تایم را تحت عنوان بهترین بازیگر جوان در یک سریال درام برنده شد و در سال‌های ۲۰۰۶ و ۲۰۰۸ نیز نامزد دریافت همین جایزه شد. جیمز پس از نامزدی برای جایزه ایمیج تحت عنوان بازیگر برجسته در یک سریال درام روزانه از سال ۲۰۰۵ تا ۲۰۰۸، این جایزه را در سال ۲۰۰۹ دریافت کرد.
جیمز در فصل دوم سریال درام خاطرات خون‌آشام در نقش لوکا مارتین حضور داشت.

## فیلم‌شناسی
| سال         | عنوان                              | نقش            | یادداشت‌ها                                                 |
| ----------- | ---------------------------------- | -------------- | --------------------------------------------------------- |
| ۱۹۹۰–۱۹۹۷   | مسائل خانوادگی                     | ریچی کرافورد   | سریال‌های معمولی، فصل‌های ۲ تا ۷، تکرارشونده، فصل‌های ۸ تا ۹ |
| ۱۹۹۸        | پسر باهوش                          | کوری           | قسمت: «پسر بد»                                            |
| ۱۹۹۸        | مکان پازل                          | پسرعمو تیم     | قسمت: «تو با کسی جور درنمی‌آیی»                            |
| ۱۹۹۹        | بچه‌های اتاق ۴۰۲                    | فردی فی        | صدا، قسمت: "پسر انیشتین"                                  |
| ۲۰۰۴–تاکنون | جوان و بی‌قرار                      | دوون همیلتون   | سری معمولی                                                |
| ۲۰۰۹        | مزاحمان                            | کوری           | نقش فرعی                                                  |
| ۲۰۱۰–۲۰۱۱   | زوو-۳                              | جیسون جیمز     | صدا، نقش اصلی                                             |
| ۲۰۱۰        | کارخانه قهرمان لگو: ظهور تازه‌کارها | افزایش ناگهانی | صدا، فیلم تلویزیونی                                       |
| ۲۰۱۰–۲۰۱۱   | خاطرات خون‌آشام                     | لوکا مارتین    | تکرارشونده، ۷ قسمت                                        |
| ۲۰۱۰–۲۰۱۳   | کارخانه قهرمان                     | مارک سرج       | صدا، مینی سریال                                           |
| ۲۰۱۲–۲۰۱۴   | وینکس کلاب                         | روی            |                                                           |
| ۲۰۱۳        | مایل‌ها آن سوی دریا                 | الی            | صدا، قسمت: "فردِ بی‌سروپا"                                  |
| ۲۰۱۳–۲۰۲۲   | عدالت جوان                         | ویرجیل هاوکینز | صدا، نقش تکرارشونده                                       |
| ۲۰۱۴–۱۵     | شورشیان جنگ ستارگان                | زاره لئونیس    | صدا، ۲ قسمت                                               |
| ۲۰۱۵        | دوستان فوق‌العاده دی‌سی              | سایبورگ        | صدا، ۷ قسمت                                               |
| ۲۰۲۱–۲۰۲۲   | حاشیه اقیانوس آرام: سیاه           | کوری           | صدا                                                       |
| ۲۰۲۲        | قصه‌های جدای                        | برادر روستایی  | صدا، قسمت: "حل و فصل"                                     |
| ۲۰۲۵        | فراتر از دروازه‌ها                  | دوون همیلتون   | کراس‌اوور با «جوان و بی‌قرار»                               |